# Angelina Jordan
Angelina Jordan Astar, née le 10 janvier 2006, est une chanteuse norvégienne.

## Biographie
Née à Oslo en Norvège, Angelina Jordan est la fille aînée de Gerry Christian Slättman, suédois, et de Sara Astar, norvégienne, de mère iranienne (la poétesse Mery Zamani) et de père japonais. Angelina a grandi en Norvège, à Los Angeles et au Moyen Orient aux côtés de sa sœur cadette, Juliette, laquelle est apparue dans certains de ses vidéoclips.

### Carrière
En 2014, Angelina est la gagnante de la sixième saison de Norske Talenter (no). À la suite de ce succès, ses vidéos totalisent plus de cent millions de vues sur YouTube.
En 2015, Angelina Jordan sort un livre pour enfants à partir de son histoire passée, faisant d'elle la plus jeune autrice dans l'histoire de la Norvège. On y apprend qu'à 6 ans, Angelina Jordan a rencontré une petite fille SDF qui déambulait sans chaussures en Asie. Elle s'est, dès lors, jurée de ne jamais apparaître chaussée sur scène, et ce, tant que tous les enfants du monde ne seraient pas dotés de souliers.
En novembre 2023, elle est présentée comme débutante au Bal des débutantes à Paris.

### Philanthropie
Angelina met son talent au service d'associations comme Rainforest Alliance ou Herz für Kinder à Berlin, et permet à cette dernière de récolter plus de 21 millions d'euros pour enfants et familles démunis.

## Discographie

### Albums studio
- My Christmas (EP - 3 titres sorti le 15 décembre 2014)
- Angelina Jordan – The EP (EP - 6 titres sorti le 27 novembre 2017)
- It's Magic (Album - 16 titres sorti le 15 juin 2018)
- Old Enough (EP - 6 titres sorti le 21 juillet 2023)
- Driving Home For Chritmas (EP - 5 titres sorti le 12 décembre 2023)

### Singles
- 2018 : What is Life
- 2018 : Shield
- 2020 : Million Miles
- 2021 : 7th Heaven
- 2023 : Love Don't Let Me Go
- 2023 : Now I'm The Fool
- 2023 : Our Time
- 2024 : Bad Valentine

### Reprises singles
.

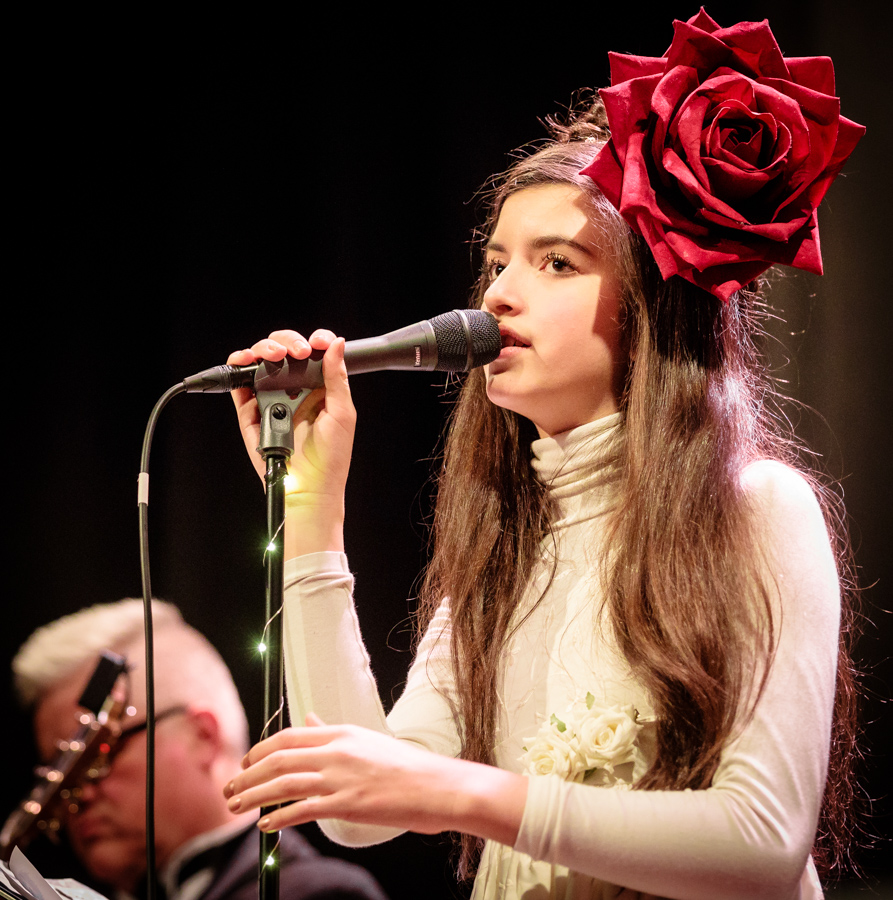
Angelina Jordan en 2017

- 2016 : I Put a Spell on You - Jay Hawkins
- 2016 : What a Diff'rence a Day Makes - Dinah Washington
- 2017 : Fly Me to the Moon - Frank Sinatra
- 2017 : Back to Black - Amy Winehouse
- 2020 : Bohemian Rhapsody - Queen
- 2021 : Mercy - Duffy
- 2024 : If I Were a Boy - Beyoncé

### Participation
- 2020 : Above The Water avec TRXD

## Concours télévisés
- 2014 : Vainqueure : Got Talent (Norvège - saison 6)
- 2020 : Top 10 Finaliste : America's Got Talent: The Champions (États-Unis - saison 2)

## Publication
- 2015 : Livre pour enfants : Between two hearts (en anglais) - Mellom to hjerter (en norvégien), illustré par Mery Zamani sa grand-mère.